# Xã Pigeon Grove, Quận Iroquois, Illinois
Xã Pigeon Grove (tiếng Anh: Pigeon Grove Township) là một xã thuộc quận Iroquois, tiểu bang Illinois, Hoa Kỳ. Năm 2010, dân số của xã này là 1.155 người.